# Disterigma codonanthum
Disterigma codonanthum là một loài thực vật có hoa trong họ Thạch nam. Loài này được S.F.Blake mô tả khoa học đầu tiên năm 1926.